# フランクフォード・ジャンクション鉄道事故
フランクフォード・ジャンクション鉄道事故（英語: Frankford Junction train wreck）とは、1943年9月6日に発生した鉄道事故である。ペンシルバニア鉄道の主要列車「コングレッショナル・リミテッド」がアメリカ・ペンシルバニア州フィラデルフィアのケンジントン地区にあるフランクフォード・ジャンクションで脱線・衝突事故を起こし79人が死亡、117人が負傷した。

## 列車
「コングレッショナル・リミテッド」はワシントンD.C. – ニューヨーク間を走行し、通常の途中駅はニュージャージー州ニューアークにある駅のみという列車であった。最高速度80 mph (130 km/h)で236マイル (380 km)を3時間半で走破し、注目を集めていた。
1943年のレイバー・デーの週末、同社は予想される需要に対応するため客車16両編成の列車を準備した。9月6日（月曜日）、ワシントンのユニオン駅では541人の乗客が午後4時発の列車（ ペンシルバニア鉄道GG1形電気機関車4930号機 + 客車16両）に乗車した。この列車はニューヨークのペンシルベニア駅までノンストップで結ぶ予定であった。

## 事故の経過
列車が予定より早くノース・フィラデルフィア駅を通過し、減速するまでは順調に進んでいた。しかしその直後、車両基地を通過中に作業員がいずれかの車両の軸箱から火花が出ている（軸焼け）ことに気づいた。作業員は隣のフランクフォード・ジャンクションの信号所に電話をかけたが、遅すぎた。信号係が対応するよりも前に、列車が午後6時06分に信号所を56mphで通過中に事故が発生した。7号車の前方の軸箱が焼きついて車軸が折れ、台車の裏面に引っかかり車両を上方へ持ち上げた。7号車は跨線信号台に接触し、いわしの缶詰のように ("like a can of sardines") 窓の線に沿って屋根を剥がされた。8号車はU字型にくるまるように跨線台に巻き付いた。後続の6両はばらばらな角度で線路上に散乱し、後部の2両は無傷であった。79人の遺体は線路上に散乱していた。戦時中のことであり、休暇で帰国していた多くの軍人が乗車しており負傷者の救護に当たった。また近くのウィリアム・クランプ・アンド・サンズの造船所の労働者がガス溶断の機材を持って到着し、負傷者を救助するために車体の切断を行った。救護活動には翌朝までかかった。救助作業はバーナード・サミュエル市長の指揮のもと行われた。遺体を収容する作業は事故から24時間経過しても完全には終了しなかった。
生存者には中国人作家の林語堂が含まれていた。

## 事故原因
総計で79人（全員7号車か8号車に乗車していた）が死亡し、117人が負傷した。一部は重傷であった。調査により、事故後すぐに軸箱の過熱が事故原因とされたが、事故当日の朝に軸箱を検査し油をさした鉄道技師は順調に動作していたと断言した。通常の慣行では信号係に通過列車に問題がないか目視で確認するように、また乗務員にカーブを走行している時に列車の後ろを確認するように義務付けていた。どのような経緯で事故が起こるまでこの軸焼けが気づかれなかったのかは全く明らかにされていない。

## 類似事故
これは軸焼けによる車軸の破損による列車脱線事故の最初の事例ではない。もっとはっきり言えば、初めて乗客が死亡したハイツタウン鉄道事故が同じ事故原因である。
フランクフォード・ジャンクションでは72年後にも死亡事故が発生している。2015年5月12日、ユニオン駅 (ワシントンD.C.)発ペンシルベニア駅 (ニューヨーク)行きのアムトラックの「ノースイースト・リージョナル」 No. 188が同じカーブで脱線し、8人が死亡し200人以上が負傷した。

## 関連書
- The Derailment of the Congressional Limited, Pennsylvania's Worst Railroad Disaster by Benjamin L Bernhart, publ Outer Station Project 2007, ISBN 1-891402-08-0[3]